# Internet in Giappone
Le origini di Internet in Giappone sono da ricercare nell'istituzione, a metà degli anni ottanta del XX secolo, della prima rete interuniversitaria del paese, JUNET, il cui sviluppo giocò un ruolo importante nella diffusione della tecnologia in Giappone. Il paese asiatico entrò nell'era dell'Internet commerciale solo negli anni novanta, in seguito alla comparsa dei primi provider; a rallentarne la diffusione fu l'iniziale riluttanza delle istituzioni a concedere la licenza a organizzazioni non accademiche le cui attività non ricadessero all'interno dei progetti di ricerca avallati dal governo, oltre all'alto costo delle tariffe e alla scarsa presenza dei PC tra le famiglie giapponesi, ma da allora il numero di utenti connessi è cresciuto costantemente ogni anno. Nel 2016 la penetrazione di Internet in Giappone era del 91%, pari a circa 115 milioni di persone connesse.
In Giappone i servizi Internet sono in genere in unbundling, con l'ex azienda pubblica Nippon Telegraph and Telephone (NTT) proprietaria quasi in toto delle infrastrutture. In seguito alla sua privatizzazione e alla liberalizzazione del mercato delle telecomunicazioni, diversi provider sono emersi offrendo servizi via FTTH, DSL, via cavo e Wi-Fi. I maggiori operatori del settore sono Asahi Net, Au One Net, Biglobe, @nifty, OCN, So-net e Yahoo! BB.

## Storia

### Sviluppo della tecnologia di base: da JUNET a WIDE

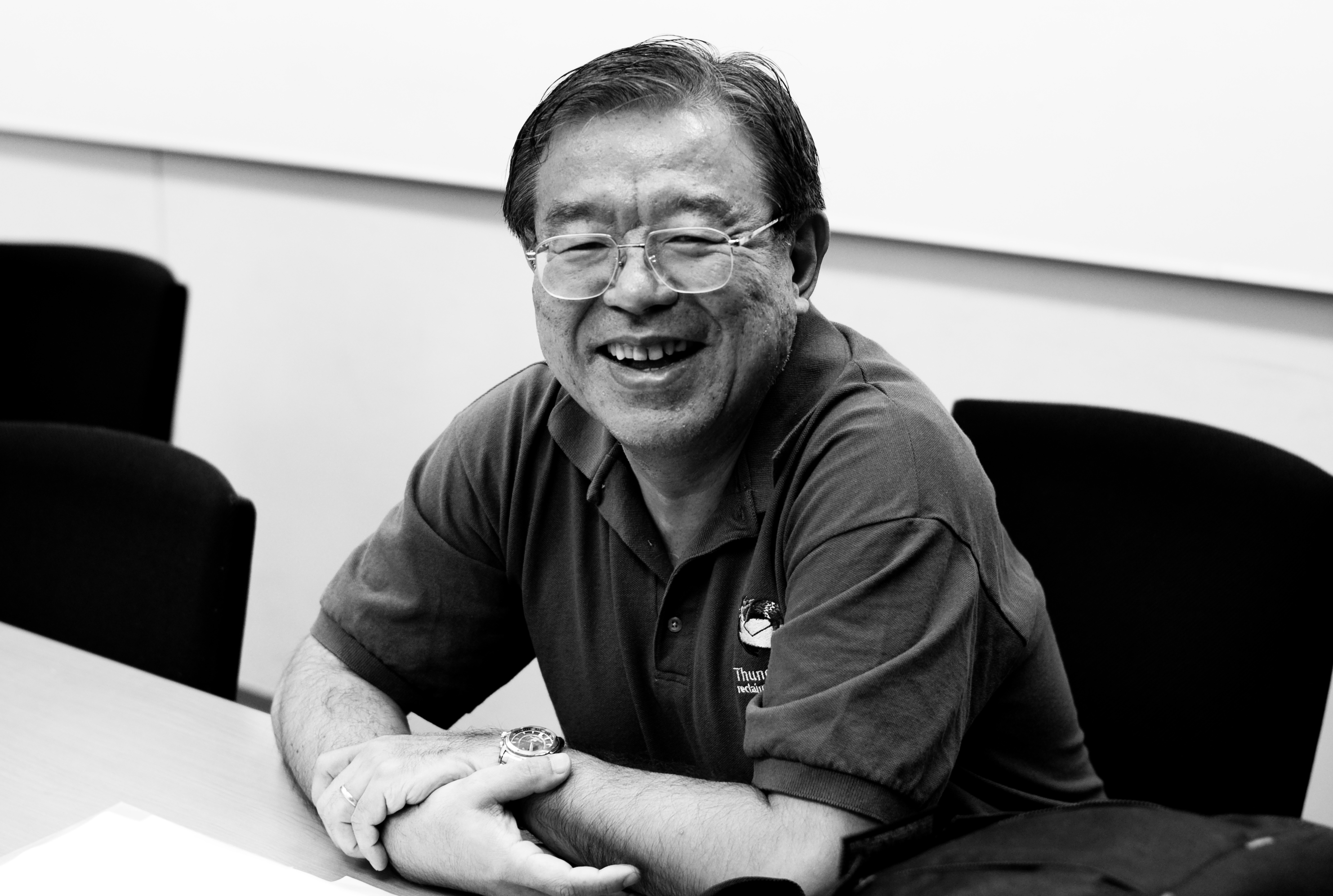
Jun Murai, riconosciuto in patria come il "padre dell'Internet giapponese"

Internet fu introdotto in Giappone a metà degli anni ottanta del XX secolo. Come in altri paesi, fu originariamente concepito come un progetto di rete sperimentale da alcuni informatici con l'obiettivo di condividere su larga scala le proprie risorse informatiche, nonché informazioni, conoscenze e idee. Nel 1984 Jun Murai istituì JUNET (Japan University Network), la prima rete interuniversitaria del Giappone, il cui sviluppo avrebbe giocato un ruolo importante nella diffusione di Internet nel paese. Il sistema collegava tre università di Tokyo (l'Università di Tokyo, l'Istituto di tecnologia di Tokyo e l'Università Keio) ed era in grado di interconnettersi a Usenet e a CSNET negli Stati Uniti. A poco a poco, anche altri scienziati nel campo della fisica, della biologia, dell'astronomia o di altri settori delle scienze naturali iniziarono a usufruirne.
Nel 1988 lo stesso Murai diede via a un progetto di ricerca autonomo chiamato WIDE (Widely Integrated Distributed Environment), che permetteva di collegare la propria rete domestica alla rete statunitense NSFNET attraverso l'uso di una connessione IP diretta utilizzando il circuito diretto numerico internazionale in concessione. Prima di allora la rete di computer in Giappone si basava sulla tecnologia UUCP.
Tali sistemi erano tuttavia utilizzati solamente da organizzazioni governative per scopi di ricerca e l'uso privato e commerciale non si diffuse almeno fino al 1993. A rallentare la diffusione di Internet sul territorio giapponese fu una serie di fattori, tra cui l'alto costo delle telefonate da rete fissa e la scarsa presenza dei PC, a cui negli anni ottanta e primi anni novanta venivano preferiti i più economici e semplici dispositivi per la videoscrittura. Lo stesso progetto WIDE aveva avuto una fredda accoglienza da parte del governo, e nel campo della ricerca accademica gli veniva preferito un progetto ufficiale sviluppato dal NACSIS (National Center for Scientific Information System) e patrocinato dal Ministero dell'istruzione, che a differenza di WIDE si avvaleva del protocollo X.25.
WIDE iniziò pian piano ad attirare consensi soprattutto in ambito aziendale, in particolare tra le compagnie specializzate nella ricerca e nello sviluppo in materia tecnologica, che desideravano avere un accesso diretto alle reti statunitensi, nonché un servizio di posta elettronica per comunicare con le loro controparti estere. Tuttavia negli Stati Uniti Internet era rappresentato perlopiù da NSFNET, il cui utilizzo era circoscritto ad attività di ricerca scientifica di natura non commerciale. Ciò fece aumentare notevolmente la richiesta da parte delle aziende di una rete che supportasse in egual modo attività commerciali e non commerciali.

### L'era dell'Internet commerciale
Antesignano del mercato dell'accesso pubblico a Internet in Giappone fu TWICS (Two Way Information Communication System), in origine una piccola comunità virtuale fondata a Tokyo nel 1985 dal professore inglese Jeffry Shapard e dall'imprenditore Jōichi Itō. Nel 1990 l'organizzazione inaugurò un servizio di posta elettronica basato su protocollo UUCP, che per la prima volta permetteva a chiunque di inviare e ricevere e-mail liberamente anche al di fuori della rete accademica. Tre anni più tardi, grazie all'accordo stipulato con le filiali delle compagnie statunitensi InterCon International KK (IIKK) e AT&T, TWICS iniziò a operare come primo fornitore di servizi Internet (ISP) in Giappone, facendo finalmente entrare il paese nell'era dell'Internet commerciale.
Anche WIDE, che nel 1992 aveva svolto un ruolo importante nell'organizzazione della seconda edizione del meeting internazionale annuale organizzato dalla Internet Society, cercò in quel periodo di sviluppare un proprio provider dopo aver stretto accordi commerciali con la Sony e la Canon, ma le rigide regole imposte dal governo vietavano la possibilità di legarsi a compagnie le cui attività non fossero circoscritte alla mera ricerca accademica. Per ovviare alla situazione Murai e alcuni suoi studenti fondarono nel dicembre 1992 la Internet Initiative Japan (IIJ), ma anche stavolta le operazioni furono in qualche modo ostacolate dal governo, che vedeva nel progetto NACSIS l'unica strada giusta da percorrere. NACSIS insisteva nell'utilizzare la tecnologia ufficialmente riconosciuta di allora, ovvero il protocollo OSI, mentre WIDE aveva adottato già da tempo il protocollo TCP/IP, ritenuto non sicuro dalla comunità accademica ma divenuto ormai lo standard de facto per le reti nella maggior parte del mondo. Quando NACSIS finalmente si decise a convertire la propria rete per supportare il protocollo TCP/IP, WIDE era già fermamente emerso agli occhi della comunità Internet come la principale rete del paese asiatico. Occorsero comunque più di due anni perché il Ministero delle poste e delle telecomunicazioni e il Ministero del commercio internazionale e dell'industria concedessero alla IIJ la licenza per potere lanciare il proprio provider.
L'uscita di Windows 95 della Microsoft contribuì alla rapida diffusione di Internet sia tra le aziende sia tra la gente comune, sebbene il suo vero potenziale non venne comunque riconosciuto almeno fino a quando grandi compagnie come la Nippon Telegraph and Telephone (NTT) e Fujitsu non ebbero lanciato anch'esse il proprio servizio ISP. La NTT entrò sul mercato lanciando Open Computer Network (OCN) nel 1996, seguita di lì a poco dalla Fujitsu con InfoWeb. Quest'ultimo venne fuso nel 1999 con Nifty Serve della Nifty Corporation, a quel tempo il maggiore ISP presente in Giappone.
Nel frattempo, in risposta alla graduale crescita di Internet nel paese, alla fine del 1991 era stata istituita la JNIC (precursore di JPNIC e JPRS), organizzazione nata con lo scopo di gestire i servizi legati alla registrazione sotto il dominio .jp, fino ad allora effettuata sulla base di regole non ben definite. Pochi anni dopo, in modo da migliorare l'efficienza e l'affabilità dei diversi provider, WIDE inaugurò il primo punto di interscambio all'interno del quartier generale della Iwanami Shoten.

### La guerra del mercato dell'Internet veloce

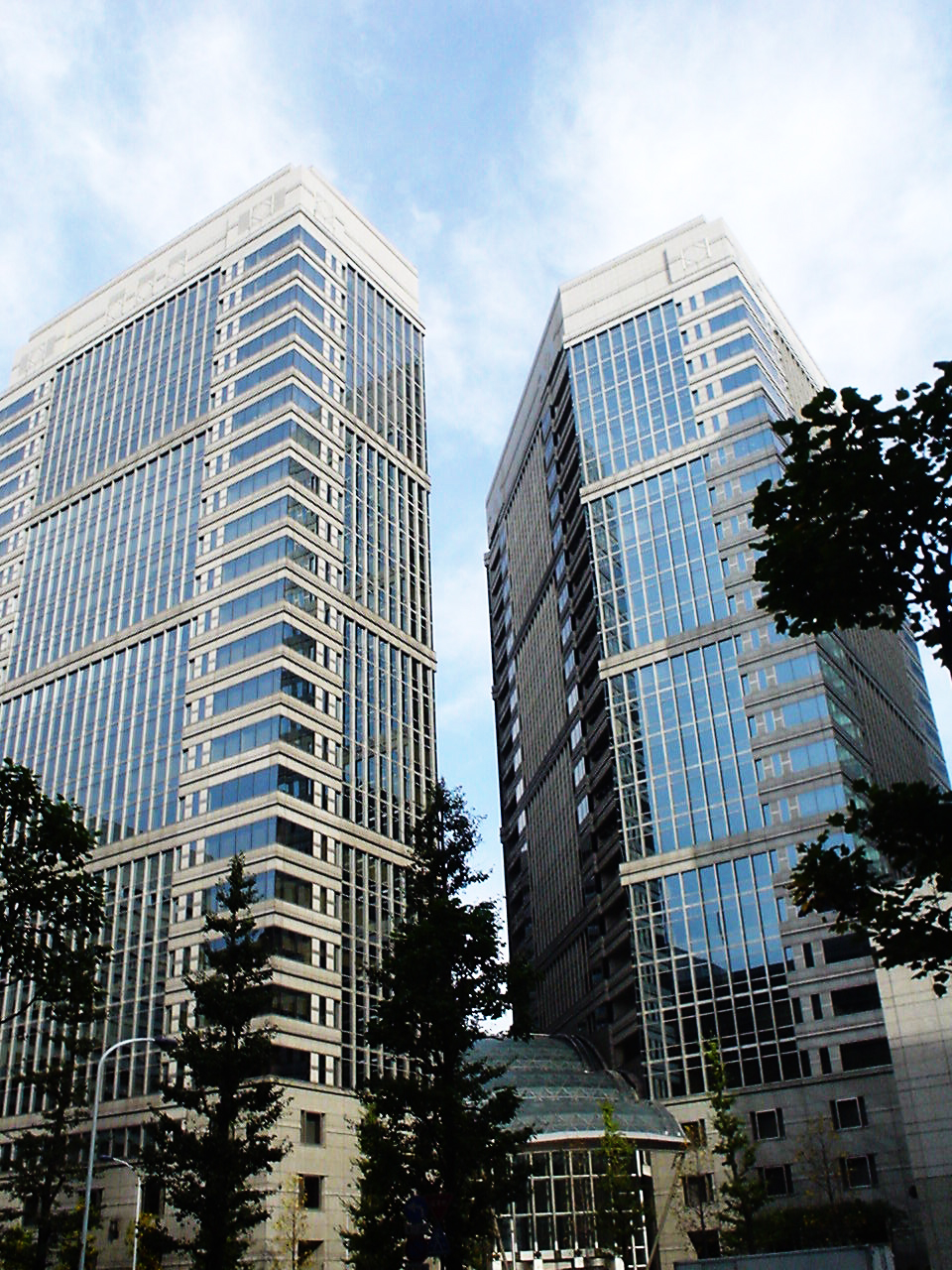
La sede della NTT a Tokyo

Nella seconda metà degli anni novanta il Giappone era considerato un paese sottosviluppato nel campo delle infrastrutture e dei servizi legati a Internet. L'accesso a Internet ad uso privato avveniva infatti tramite connessioni dial-up, sia utilizzando i modem collegati alla rete telefonica generale, sia attraverso il servizio ISDN offerto dalla NTT, che comportavano spese ragguardevoli a carico degli abbonati. Per questo la NTT diede priorità fin da subito allo sviluppo e all'implementazione della tecnologia FTTH, trascurando in un primo momento l'emergente tecnologia dell'ADSL. Con la deregolamentazione del settore delle telecomunicazioni e l'apertura del mercato a nuovi concorrenti, la NTT, operatore proprietario quasi in toto dell'ultimo miglio in Giappone, si vide costretta a cedere tramite unbundling le proprie infrastrutture agli altri operatori interessati a investire nella nuova tecnologia, in virtù del rispetto della legge antitrust. Come ulteriore provvedimento la NTT venne suddivisa in tre filiali che presero il nome di NTT East, NTT West e NTT Communications, mentre il basso costo del canone per il noleggio delle infrastrutture imposto dal governo consentì agli operatori concorrenti di entrare sul mercato in maniera subito competitiva.
Quando la tecnologia della banda larga iniziò a prendere piede in Giappone attorno al 2000, i servizi offerti dagli operatori di TV via cavo erano i più gettonati. Con il diffondersi della tecnologia ADSL, tuttavia, i giapponesi iniziarono gradualmente ad associare il concetto di Internet veloce a quest'ultima. La prima compagnia a introdurre l'ADSL in Giappone fu la Tokyo Metallic Communications nel 1999. A causa dei debiti questa fu successivamente rilevata dalla SoftBank attraverso la filiale Yahoo! BB, che in poco tempo divenne il maggiore provider di servizi Internet a banda larga sul mercato. La NTT entrò sul mercato solo nel 2001, offrendo il servizio a 1,5 Mb/s al costo di 6000 yen al mese. Yahoo! BB rispose con 8 Mb/s al costo di 3000 yen al mese, dando inizio a una guerra dei prezzi che portò il Giappone ad avere tra le più basse tariffe ADSL al mondo verso la metà degli anni duemila. Yahoo! BB fu inoltre la prima compagnia a introdurre la tecnologia VoIP nel paese e da allora il mercato della telefonia via Internet rappresenta uno dei fiori all'occhiello del settore delle telecomunicazioni nipponico.
La NTT nel frattempo continuava la sua ricerca nello sviluppo della fibra ottica, arrivando a investire al 2008 circa 200 miliardi di dollari nella tecnologia FTTH. Nel 2001 il governo istituì il programma denominato e-Japan, il cui scopo finale era rendere il Giappone la più avanzata nazione al mondo nel campo delle telecomunicazioni, attraverso il raggiungimento di diversi obiettivi nel corso dei successivi cinque anni. Tra questi vi era portare il numero di famiglie connesse con tecnologia FTTH a 10 milioni entro marzo del 2006. Attraverso prestiti a basso tasso di interesse e detrazioni fiscali, il governo stimolò la richiesta attirando l'interesse di altre compagnie e società elettriche che, utilizzando le proprie reti in fibra, offrivano servizi a banda larga ad alta velocità ai propri clienti. K-Opticom iniziò a offrire il suo servizio a banda larga ottica già nel 2002, utilizzando le proprie reti (come parte della Kansai Electric Power Company), comportando di conseguenza un calo dei prezzi nell'implementazione della FTTH.

### Internet nel settore della telefonia mobile
Negli anni novanta la NTT docomo, filiale della NTT specializzata nella telefonia mobile, iniziò a offrire servizi vocali wireless tradizionali diventando in poco tempo il principale operatore mobile giapponese, con oltre 35 milioni di abbonati. Nel febbraio 1999 lanciò sul mercato i-mode, il primo servizio web mobile che permetteva di accedere a Internet dai propri telefoni cellulari. Benché in Giappone fosse possibile connettersi a Internet anche al di fuori delle mura domestiche dapprima del 1999, ad esempio via rete fissa attraverso connessioni LAN o dial-up o tramite dispositivi da collegare ai computer portatili, la vasta gamma di servizi offerti da i-mode sommati a un facile accesso a Internet permise a questa di emergere in poco tempo come piattaforma leader del settore. Sulla scia di tale successo anche altri importanti operatori lanciarono servizi simili, come ezWeb della KDDI/au e J-Sky della J-Phone (successivamente passata prima alla Vodafone e poi alla SoftBank).
Per lungo tempo il Giappone è stato uno dei paesi leader nel campo della ricerca di nuove tecnologie da applicare alla telefonia cellulare, grazie allo sviluppo dei primi standard per la trasmissione dati alla fine degli anni settanta e per essere stato il primo paese a introdurre la tecnologia 3G su scala commerciale. Nel paese asiatico la cultura per la telefonia mobile si è tuttavia sviluppata in modo del tutto differente rispetto ad altri paesi del mondo, situazione che ha portato i giapponesi a soprannominare i loro dispositivi "cellulari Galapagos", in quanto strutturati e progettati con caratteristiche uniche e particolari adatte al solo territorio nipponico. In conseguenza a questo fenomeno vi era la tendenza, da parte dei colossi della telefonia nipponica, a non partecipare alla corsa all'innovazione degli smartphone, i quali iniziarono a diffondersi prorompentemente in Giappone solo dagli anni dieci del XXI secolo.
Da allora la popolarità dei servizi di rete sociale, delle applicazioni di messaggistica istantanea come sistema di comunicazione o di tecnologie per la connessione wireless come Wi-Fi o WiMax è aumentata considerevolmente, sebbene denunciando un palese ritardo rispetto, per esempio, all'Occidente.

### La TV su Internet e via Internet
Fin dapprima dell'avvenuta transizione dalla televisione analogica a quella digitale nel 2011, le principali emittenti private e piattaforme satellitari iniziarono a intravedere l'opportunità di offrire i propri programmi tramite servizi a pagamento su Internet, apportando un sostanziale cambiamento al modello di radiodiffusione tradizionale. Già nel 2008 la NHK, la televisione pubblica giapponese, aveva inaugurato il servizio a pagamento NHK On Demand per la visualizzazione on-line di programmi precedentemente trasmessi sulla TV terrestre. Nel gennaio 2014 l'emittente privata Nippon Television lanciò un servizio gratuito che consentiva agli spettatori di guardare i programmi on-line anche una settimana dopo la data di messa in onda originaria. La TBS seguì l'esempio con il lancio di un servizio simile nel mese di ottobre 2014. Nel 2015, per contrastare l'entrata nel mercato giapponese di Netflix e di Amazon Video, le principali emittenti commerciali con sede a Tokyo strinsero un accordo lanciando congiuntamente il sito gratuito TVer.
Nel settore della IPTV, i maggiori provider giapponesi offrivano ai propri clienti la possibilità di usufruire dei servizi legati alla TV via Internet fin dai primi anni duemila, ma fu grazie al lancio del portale acTVila nel 2007 da parte di un consorzio formato da Sony, Panasonic, Sharp, Toshiba e Hitachi che il Giappone entrò prorompentemente nel mercato della TV via Internet.

### La transizione all'IPv6
La crescita del numero di utenti Internet e dei dispositivi connessi ha sollevato negli anni duemila il problema dell'esaurimento degli indirizzi IPv4, ovvero l'insufficienza di spazio per l'indirizzamento dei dispositivi in rete, in particolar modo nei paesi altamente popolati dell'Asia come l'India, Cina e lo stesso Giappone. Nel 2003 Giappone, Cina e Corea del Sud annunciarono l'intenzione di diventare le principali nazioni nello sviluppo e utilizzo della tecnologia di Internet, partendo con lo sviluppo del nuovo protocollo IPv6. Ulteriori passi avanti in questo senso furono fatti con la stipula di un accordo di cooperazione tra Giappone e Commissione europea atto ad agevolare la promozione e la messa in funzione della nuova tecnologia.
Già dal marzo del 2000 la NTT si dotò di una dorsale IPv6 pubblica, diventando il primo ISP al mondo a fornire questo servizio. A gennaio 2017 la percentuale di traffico IPv6 in Giappone si attestava a circa il 14%, collocandolo in classifica all'11º posto al mondo.

## Uso e diffusione
Nel 2016 la penetrazione di Internet in Giappone era del 91%, pari a circa 115 milioni di persone connesse. Il 95% di queste utilizzava Internet almeno una volta al giorno, mentre il 35% (pari a circa 44 milioni di persone) accedeva attraverso un dispositivo mobile, in un paese dove il numero di telefoni cellulari in uso raggiungeva nello stesso anno la cifra di 173 milioni. In questo senso nel 2014 si è registrato un declino degli accessi Internet via PC del 10-20%, a favore di un aumento del 60% del traffico mobile, anche se il numero medio mensile dei visitatori dei dieci maggiori siti web giapponesi utilizzanti un PC (52,1 milioni) superava ancora quello delle persone utilizzanti un browser mobile (42,6 milioni) o un'applicazione apposita (41,9 milioni).
Nello stesso periodo la penetrazione dei social network era del 42%, con 53 milioni di utenti attivi, mentre la piattaforma più utilizzata risultava essere Line, seguita da Facebook e Twitter.
Tra i siti web più visitati in Giappone figurano Google (sia la versione internazionale che quella giapponese), Yahoo! Japan e YouTube. Considerando i primi 10 milioni di siti web più visitati al mondo, la lingua giapponese è la terza più utilizzata, dietro al russo e all'inglese. Un sondaggio condotto nel 2018 rivelava, inoltre, che il 15,7% dei giapponesi era abbonato a un servizio di video streaming per la visione di film (su tutti Netflix e Amazon Japan), con un conseguente calo dei fruitori di videoteche o di altri punti per il noleggio dei supporti fisici.

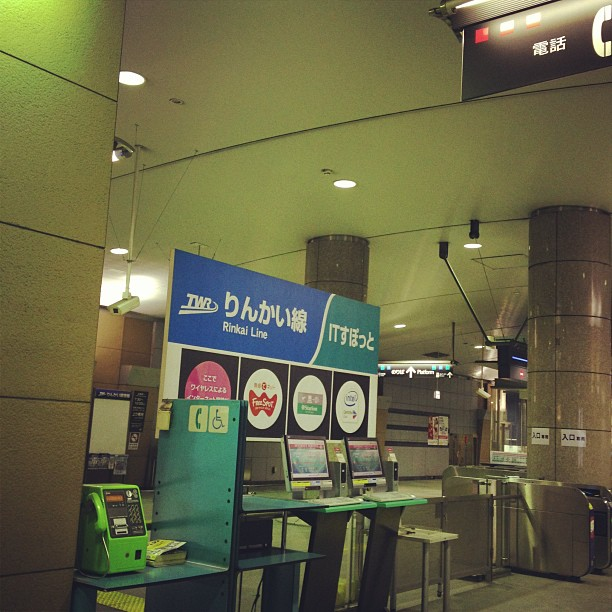
Internet point presso la stazione di Tennōzu Isle a Shinagawa

Con la liberalizzazione del mercato negli anni novanta, a fianco della NTT sono emersi diversi provider (Asahi Net, Au One Net, Biglobe, @nifty, So-net, Yahoo! BB i più importanti) che offrono servizi di rete via FTTH, DSL, via cavo e Wi-Fi. Nel 2014 il costo per l'accesso a Internet si aggirava in media sui 6.505 yen al mese (circa 64 dollari). In aree densamente popolate come la regione del Kantō i costi di connettività erano di quasi un terzo superiori alla media nazionale, mentre in zone relativamente rurali come Hokkaidō, Tōhoku, Hokuriku e Kyūshū di circa un terzo inferiori.
Nel 2016 la velocità media di connessione in Giappone era di 18 Mb/s, il che colloca il paese asiatico al settimo posto al mondo. La penetrazione della banda larga nelle zone rurali è tuttavia ancora inferiore rispetto alle aree urbane, nonostante il governo si sforzi a ridurre tale divario digitale con politiche e riforme ad hoc. Dal 2015 la disponibilità della tecnologia Wi-Fi è in aumento, e con essa i servizi forniti dalle compagnie del settore che garantiscono l'accesso gratuito a Internet in ristoranti, caffetterie e in alcune stazioni ferroviarie.

## Regolamentazione
Il settore Internet in Giappone è caratterizzato da una volontaria auto-regolamentazione e dall'assenza di una commissione regolatrice indipendente. Il Ministero degli affari interni e delle comunicazioni vigila sul settore delle telecomunicazioni, di Internet e su quello radiotelevisivo mantenendo un approccio neutrale, mentre le forze dell'ordine spingono per una maggiore regolamentazione di carattere ufficiale. In modo da garantire tale forma di auto-regolamentazione le società a scopo di lucro del settore supportano organizzazioni non governative che si occupano di monitorare i contenuti web e del blocco della pedo-pornografia on-line.
Una legge del 2001 fa ricadere sui fornitori di servizi Internet ogni responsabilità sulla pubblicazione di contenuti illegali e discutibili, nonché diffamazioni, violazioni della privacy e del diritto d'autore. Chiunque può segnalare la presenza di contenuti lesivi al proprio fornitore, il quale si adopera a rintracciarne l'autore e rimuovere entro due settimane il contenuto, con o senza consenso dell'autore. In caso di mancato consenso, il fornitore si riserva la possibilità di chiamarsi parte in causa e di sporgere denuncia nei confronti dell'autore. La maggior parte del materiale rimosso riguarda contenuti osceni, in particolare pornografia infantile e immagini esplicite condivise senza il consenso del soggetto. In quest'ultimo caso il fornitore è tenuto a rimuovere il contenuto entro due giorni dall'avvenuta richiesta. In Giappone inoltre non vi è una legge che garantisca il diritto all'oblio: nel 2015 la richiesta di un uomo coinvolto in un caso di pedofilia fu inizialmente accolta dalla Corte di giustizia di Saitama, ma la stessa sentenza venne impugnata e ribaltata dall'Alta corte di Tokyo con la motivazione che in Giappone «il diritto all'oblio non è un privilegio indicato dalla legge e i suoi prerequisiti o effetti non sono stabiliti».
La Nippon Telephone and Telegrah (NTT), in origine un'azienda pubblica, è stata privatizzata nel 1985 e riorganizzata nel 1999 in base a una legge che promuovesse la separazione funzionale dei suoi servizi di telefonia fissa, mobile e Internet. Tale regolamentazione asimmetrica ha portato a norme più severe per le compagnie con una quota di mercato più alta, contribuendo alla diversificazione del settore delle telecomunicazioni. Nonostante la liberalizzazione del mercato, il gruppo NTT rimane comunque dominante, e non si segnalano grandi imprese straniere che siano riuscite a entrare con successo sul mercato, fatta eccezione per gli smartphone della Apple e di Samsung.

## Censura
La legge giapponese prevede la libertà di parola e di stampa, e il governo rispetta generalmente tali diritti nella pratica. Tra questi diritti ricade anche la libertà di parola e di espressione su Internet. Non ci sono restrizioni governative all'accesso a Internet e lo scambio di opinioni e informazioni via e-mail o via web non è monitorato. La sola eccezione è rappresentata dagli argomenti che il governo reputa catalogabili come segreti di Stato, per esempio la vita privata dei membri della famiglia imperiale, le faccende riguardanti la difesa del paese o i fatti legati al disastro di Fukushima del 2011.
In Giappone inoltre non vi è una chiara legge che proibisca e condanni l'incitamento all'odio verso individui o gruppi. Questo nonostante il proliferare su Internet, a partire dal 2012, di insulti e frasi xenofobe verso cinesi e coreani, dovuto principalmente all'inasprimento dei rapporti tra i paesi coinvolti come conseguenza delle varie dispute territoriali.